# Gulfstream G400
Ne pas confondre le Gulfstream G400 de 2003 avec le Gulfstream G400 de 2021.
Les Gulfstream IV-SP, G300/G400 et G350/G450 sont des avions d’affaires fabriqués par Gulfstream Aerospace. Le IV-SP est une évolution du Gulfstream IV.

## Modèles
Gulfstream IV-SP
Evolution du Gulfstream IV. Le IV-SP permet une masse au décollage plus importante. Numéro de série compris entre 1214 et 1499.
G300/G400
Nouveau nom marketing à partir du numéro de série 1500. Le G300 a une autonomie plus faible.
G350/G450
Evolution des G300/G400 développée sous le code IV-X. Les G350/G450 reprennent les avancées du Gulfstream G550. Le G450 a volé pour la première fois le 30 avril 2003. Sa production cesse en 2018. Le G350 a une autonomie plus faible.
C-20H/J
Version militaire du IV-SP utilisé par l'US Air Force.